# Holcosus anomalus
Espèce
Synonymes
- Ameiva anomala Echternacht, 1977

Holcosus anomalus est une espèce de sauriens de la famille des Teiidae.

## Répartition
Cette espèce est endémique du département de Cauca en Colombie.

## Publication originale
- Echternacht, 1977 : A new species of lizard of the genus Ameiva (Teiidae) from the Pacific lowlands of Colombia. Copeia, vol. 1977, no 1, p. 1-7.